# 京王デト2910形電車
京王デト2910形電車は1954年（昭和29年）1月に2両が製造され、1995年（平成7年）3月まで使用された京王帝都電鉄京王線用の無蓋電動貨車である。

## 概要
両端に幅1500mmの運転台を持つ無蓋電動貨車である。新宿寄り運転台の屋根が車両中央に向けて張り出しており、その上にパンタグラフが載せられていた。製造時は黒一色で、のちに黄色の警戒色が追加され、1957年（昭和32年）4月にデト2910形2911・2912からデト210形211・212に改番された。1964年（昭和39年）に主制御器が手動進段式から井の頭線から転用した自動進段式に交換され、併せて主電動機も62.5kW(85馬力)2個から95kW 2個に変更された。1982年（昭和57年）1月にブレーキ方式が自動ブレーキから電磁直通ブレーキ(HSC)に改造され、車体色もグレーとなった。
老朽化により、デワ5000系に置き換えられて1995年に廃車された。